# 角田史雄
角田 史雄（つのだ ふみお、1942年 - ）は、日本の工学者。埼玉大学工学部教授を経て、同大学名誉教授。理学博士。
専門分野は地質学、地震工学。浅層地殻における断層の深部形態、断層帯の構造と形成過程、断層近傍の強震動の発生機構などを研究。

## 略歴
- 1961年　群馬県立渋川高等学校卒業
- 1967年　埼玉大学文理学部理学科卒業
- 1969年　東京教育大学大学院博士前期課程修了
- 1972年　東京教育大学大学院博士後期課程修了
- 1973年　理学博士（東京教育大学1973年）、文部省学術振興会奨励研究員（-1974年）
- 1975年　埼玉大学教養部専任講師
- 1976年　埼玉大学教養部助教授
- 1982年　埼玉大学教養部教授
- 1995年　埼玉大学工学部教授
- 2006年　埼玉大学大学院理工学研究科教授
- 2008年　埼玉大学名誉教授

## 熱移送説
著書の中で地震の発生原因として地球表面を覆うプレートの移動により地震が発生すると言う「プレートテクトニクス理論」だけでは説明できない部分を、地球内部の高熱の移動(マントルプルーム)による「熱移送説」で説明を試みている。

## 主要受賞歴
- 1971年　日本地質学会研究奨励賞
- 1987年　地学団体研究会・地球科学賞

## 主要著書
- 『新しい地球観を探る』、（共著： 藤田至則、角田史雄、西村敬一）、愛智出版、1993/10 , ISBN 978-4872564006
- 『地震の癖 －いつ、どこで起こって、どこを通るのか?』 、講談社+α新書、2009/8 , ISBN 978-4062725996, NAID 110007503773
- 『首都圏大震災 その予測と減災』、講談社+α新書、2011/7 , ISBN 978-4062727211 , NAID 110009425875
- 『次の「震度7」はどこか！』、（共著: 角田史雄、藤和彦）、PHP研究所、2016/7 , ISBN 978-4569831329
- 『徹底図解 メガ地震がやってくる！』、（共著：角田史雄、藤和彦）、ビジネス社、2021/12

## 主要論文
- 角田史雄, 「褶曲形態を決める要因についての考察:富士川上流域に発達する褶曲を例にして」『地質学雑誌』 1971年 77巻 5号 p.317-322, doi:10.5575/geosoc.77.317
- 角田史雄, 「富士川流域における断層系の解析 : 構造地質」『日本地質学会学術大会講演要旨』 第83年学術大会（1976 松本） p.140, 1976-03-25, doi:10.14863/geosocabst.1976.0_140
- 角田史雄, 「南部フォッサ・マグナの"褶曲"の成因」『日本地質学会学術大会講演要旨』 94, p.584, 1987-04-02, NAID 110003035983
- 角田史雄, 「予知されていたサンフランシスコ,ロマ・プリータ地震(地球科学の窓)」『地球科學』 45巻 2号 p.158, 1991-03-25, NAID 110007092595
- 角田史雄, 「サンアンドレアス断層の撓みをもたらした水平ずり運動による,北サンタクルーズ山地の隆起(地球科学の窓)」『地球科學』 45巻 5号 p.378-379, 1991-09-25, NAID 110007092656
- 角田史雄, 「大西洋中央海嶺にそってマグマの付加作用がおこっていることを示す重力データ(地球科学の窓)」『地球科學』 45巻 5号 p.376-377, 1991-09-25, NAID 110007092659
- 角田史雄, 「埼玉平野南西縁部における関東地震の強震動」『埼玉大学紀要 自然科学篇』 29号, p.159-184, 1993, NAID 40001439705
- 角田史雄, 「足柄層群の変形過程」『日本地質学会学術大会講演要旨』 第100年学術大会（93東京） p.459, 1993-03-25, doi:10.14863/geosocabst.1993.0_459
- 角田史雄, 「足柄山地東部の松田山累層と神縄断層について」『地質学雑誌』 103巻 5号 1997年 p.435-446, doi:10.5575/geosoc.103.435
- 角田史雄, 「南部フォッサマグナ地域の足柄堆積盆地における前期更新世の撓曲とその形成過程」『地質学雑誌』 108巻 8号 2002年 p.483-498, doi:10.5575/geosoc.108.483
- 角田史雄, 「地震の癖を探る : 東京・埼玉地域の被害地震集中帯」『地学教育と科学運動』 62巻 2009年 p.41-47, doi:10.15080/chitoka.62.0_41
- 角田史雄, 「首都圏南部の被害地震予測(その2) : 地震の揺れと被害」『地学教育と科学運動』 66巻 2011年 p.37-41, doi:10.15080/chitoka.66.0_37
- 熱移送説に基づく2011年3月の東北太平洋沖地震の解析」『グローバルテクトニクスの新概念 : ニュースレター』 59号 p.48-53, 2011-06, NAID 40019506601

共著
- 小坂共栄, 角田史雄, 「山梨県西部,巨摩山地第三系の地質」『地質学雑誌』 75巻 3号 1969年 p.127-140, doi:10.5575/geosoc.75.127
- 角田史雄、堀口万吉、「関東地方における大地震と小地震の震度分布の比較 : 埼玉県を例にして」『地質学論集』 20号 p.21-45, 1981-03-30, NAID 110003025520